# Фаланг
Фала́нг (др.-греч. Φάλαγξ) — персонаж из древнегреческой мифологии, брат знаменитой ткачихи Арахны.

## Мифология
История о Фаланге и его сестре Арахне содержится в «Териаке» — труде древнегреческого поэта и врача Никандра Колофонского, который, в свою очередь, ссылается на более ранние источники. Согласно Никандру, Фаланг был молодым человеком из лидийского города Колофона, сыном красильщика Идмона и братом Арахны, искусной ткачихи. По преданию, сама богиня Афина была наставницей Фаланга в боевых искусствах, а его сестру обучала ткацкому делу и пению. Фаланг и Арахна любили друг друга и вступали в кровосмесительную связь. Афина, узнав об этом, пришла в ужас и, дабы наказать развратников, превратила их в пауков — животных, которые, по мнению рассказчика, пожираются своими детьми.

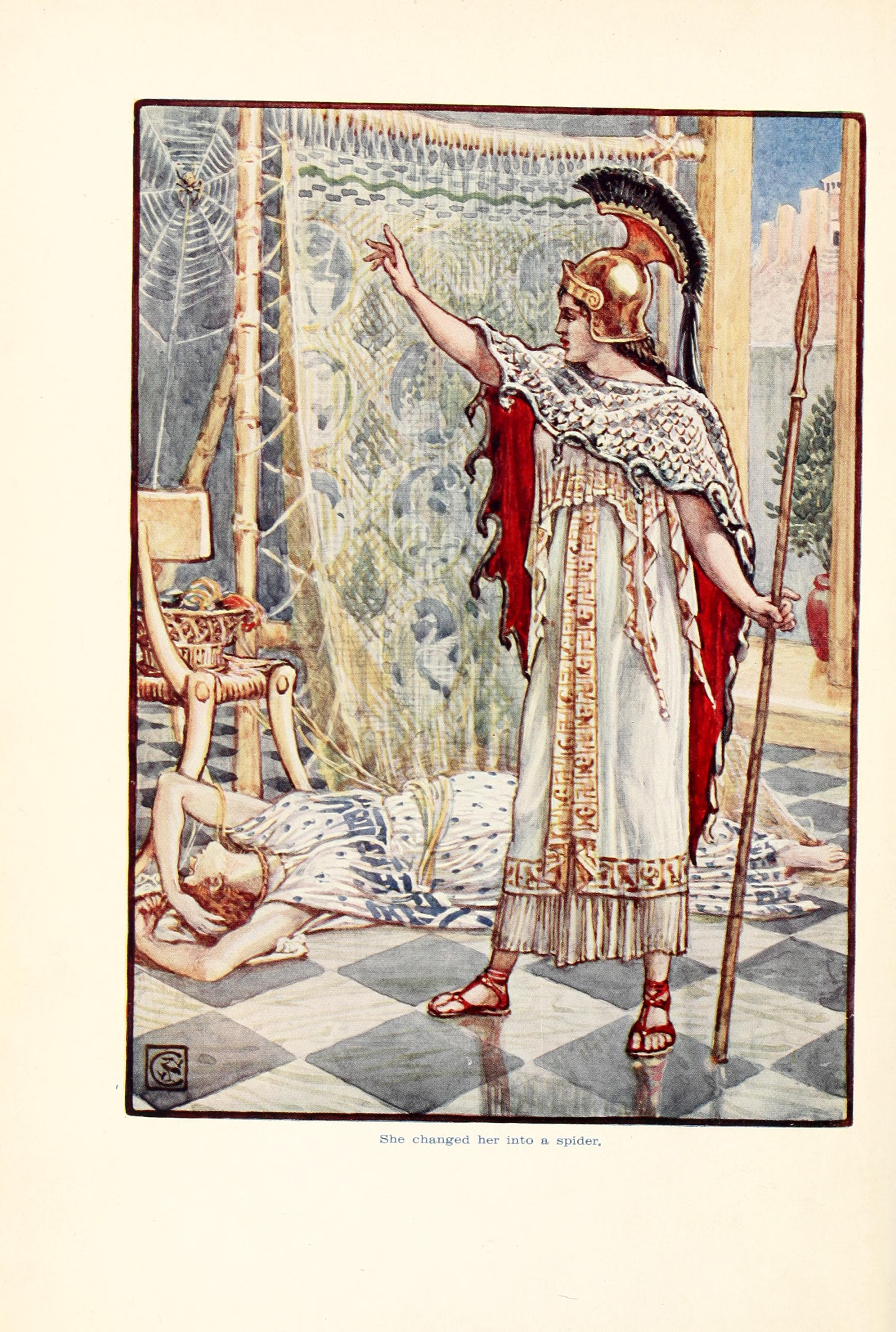
И превратила она её в паука. Иллюстрация Уолтера Крейна

Правда, согласно более распространённой версии, основанной на «Метаморфозах» Овидия, в которых появляется и Фаланг, Арахна была наказана не именно за любовную связь с братом, а за высокомерие и гордыню. Будучи чрезвычайно искусной ткачихой — возможно, лучшей в мире, — она бросила вызов своей наставнице — самой богине Афине. Соревнуясь, обе соткали великолепные полотна, и трудно было определить, кто в работе лучше — богиня или простая смертная. Афина признала мастерство соперницы, но возмутилась вольнодумством сюжета её полотна и уничтожила ткань. Несчастная Арахна от досады и разочарования решила повеситься. Афина спасла её, выдернув из петли, но в наказание за непокорность превратила в паука — животное, название которого соответствует имени девушки (в переводе с древнегреческого Άράχνη означает паук).
Что же касается Фаланга, то его имя имеет двойной смысл: греческий термин φάλαγξ обозначает как военную фалангу, боевой строй пехоты (ведь молодой человек обучался искусству воина), так и отряд паукообразных, названный фалангами, или сольпугами, представители которого обитают в засушливых регионах.